# Alazka
Alazka (anciennement Burning Down Alaska) est un groupe allemand de hardcore mélodique, originaire de Recklinghausen, en Rhénanie-du-Nord-Westphalie, actif entre 2012 et 2020.

## Histoire

### Burning Down Alaska
Le groupe de hardcore mélodique est formé en 2012 à Recklinghausen, en Rhénanie-du-Nord-Westphalie, par le guitariste Marvin Bruckwilder, le bassiste Julian Englisch et le batteur Jonas Baier. Début 2013, un deuxième guitariste, Dario Sanchez, rejoint le trio ; à la fin de l'année, un chanteur du groupe est trouvé en la personne de Tobias Rische.
Le 18 février 2015, le groupe signe un contrat d'enregistrement avec Redfield Records, et sort son premier EP Values and Virtues environ un mois plus tard. Michael McGough de Being as an Ocean est invité à chanter sur la chanson Phantoms, qui se trouve sur cet EP. Immédiatement après, le groupe entame une petite tournée européenne avec le groupe américain de metalcore Kingdom of Giants, qui le conduit entre autres en Italie, en République tchèque, en Pologne, en Suisse, en Allemagne et aux Pays-Bas. Le groupe se produit ensuite avec The Ghost Inside et Parkway Drive, ainsi qu'au Impericon Festival de Leipzig, au Mair1 Festival et au With Full Force,,. Le groupe remplace également Northlane au Southside. Entre le 6 et le 28 novembre 2015, le groupe joue en première partie de la tournée complète Never Say Die ! qui a également accueilli Fit for a King, Cruel Hand, Being as an Ocean, Defeater et The Amity Affliction. Entre le 25 et le 29 mai 2016, le groupe effectue sa première tournée en tant que tête d'affiche au Japon. Auparavant, le groupe effectue une tournée européenne du 4 au 26 mars 2016, accompagné par Acres et Casey,. Le 20 février 2016, le groupe est annoncé pour le Summer Breeze.
Le 19 février 2016, un nouveau single, Blossom, est présenté en ligne sur Alternative Press. En avril, le départ du batteur Jonas Baier est annoncé. En revanche, un autre chanteur, Kassim Auale, ancien membre de Breakdowns at Tiffany's, rejoint le groupe. Auale participe à X Factor en 2011, où il se rend jusqu'au quatrième show en direct.

### Alazka et séparation
Le 29 mars 2017, le groupe annonce officiellement le changement de nom du groupe en Alazka. En plus du premier single Empty Throne, deux autres singles, Phoenix et Ghost, sont tirés du prochain album Phoenix sorti le 1er septembre 2017 chez SharpTone Records. Le 17 septembre 2017, ils commencent leur tournée Phoenix en tête d'affiche en Europe. Le 4 octobre 2019, le single Dead End sort. Lors de l'annonce de ce single sur Facebook, il est également annoncé que Kassim et Dario quittaient le groupe en raison de divergences musicales.
En septembre 2020, le groupe annonce finalement sa séparation.

## Style musical
Alazka joue une variante mélodique du metalcore, que l'on peut également qualifier de post-hardcore ou même de hardcore mélodique. Leur musique est comparable, entre autres, à celle de groupes comme Being as an Ocean, The Plot in You et The Amity Affliction. Tim Hofmann de la Freie Presse atteste à l'EP une « fabuleuse densité de tubes » ainsi qu'une « atmosphère poignante » qui est « étonnamment proche de Sempiternal de Bring Me the Horizon. »

## Discographie

### Album studio
- 2017 : Phoenix (Arising Empire, SharpTone Records)

### Singles
- 2016 : Blossom
- 2017 : Empty Throne
- 2017 : Phoenix
- 2017 : Ghost
- 2019 : Dead End

### EP
- 2015 : Values and Virtues (EP, Redfield Records)